# Хохловка (Новосибирская область)
Хохло́вка — деревня в Колыванском районе Новосибирской области. Входит в состав Пономарёвского сельсовета.

## География
Площадь деревни — 14 гектаров.

## Население
| 2002 | 2007 | 2010 |
| ---- | ---- | ---- |
| 63   | ↘50  | ↘37  |

## Инфраструктура
В деревне по данным на 2007 год отсутствуют объекты социальной инфраструктуры.